# Jörg Koch
Jörg Koch, auch Hans-Jörg Koch, (* 7. Juli 1968 in Limburg (Lahn)) ist ein deutscher Historiker und Heimatforscher.

## Leben
Nach dem Abitur am Wormser Rudi-Stephan-Gymnasium studierte er Geschichtswissenschaft, Politikwissenschaft, Germanistik und Pädagogik und arbeitete danach als Lehrer. Koch ist Oberstudienrat für die Fächer Deutsch, Geschichte und Sozialkunde am Karolinen-Gymnasium Frankenthal. Seit 1998 hat er als  Autor zahlreiche Bücher zu historischen und lokalhistorischen Themen vorgelegt. Er wurde 2002 bei Wolfgang von Hippel mit einer Arbeit über „Das Wunschkonzert im NS-Rundfunk“ promoviert.
Er ist Mitglied der CDU, die er seit 2014 im Wormser Stadtrat vertritt. Er ist zudem seit 2010 Vorsitzender des Wormser Kreisverbands der Europa-Union Deutschland und seit 2009 im Vorstand des Altertumsvereins Worms. Im Jahre 2015 initiierte er die Wiederaufstellung des lange Jahre magazinierten Wormser Bismarck-Denkmals im Heylshof-Park.

## Schriften (Auswahl)
- Hans-Jörg Koch: Der 9. November in der deutschen Geschichte. Rombach, Freiburg im Breisgau 1998, ISBN 978-3-7930-9179-0.
- Hans-Jörg Koch: Das Wunschkonzert im NS-Rundfunk. Böhlau, Köln 2003, ISBN 978-3-412-10903-5 (zugl.: Mannheim, Univ.-Diss., 2002).
- Als Worms unterging: 21. Februar 1945. Wartberg-Verlag, Gudensberg-Gleichen 2004, ISBN 978-3-8313-1481-2.
- Hans-Jörg Koch: Roter Mohn : Das Leben der „Chilenischen Nachtigall“ Rosita Serrano; eine Biographie. Kramer, Berlin 2005, ISBN 978-3-87956-291-6.
- Uff de Gass …: Plaudereien aus dem alten Worms. Wartberg-Verlag, Gudensberg-Gleichen 2005, ISBN 978-3-8313-1528-4.
- Hans-Jörg Koch: Wunschkonzert: Unterhaltungsmusik und Propaganda im Rundfunk des Dritten Reichs. Mit einem Vorw. von Hans-Ulrich Wehler. Ares-Verlag, Graz 2006, ISBN 978-3-902475-22-0.
- Mit Heinz Angermüller (Fotos): Nibelungenstadt Worms. Wartberg Verlag, Gudensberg-Gleichen 2006, ISBN 3-8313-1618-X.
- Der 9. November in der deutschen Geschichte: 1918–1923 – 1938–1989. 3., vollständig überarbeitete Auflage. Rombach, Freiburg im Breisgau 2009, ISBN 978-3-7930-9596-5.
- Joseph Süß Oppenheimer genannt „Jud Süß“: seine Geschichte in Literatur, Film und Theater. Wissenschaftliche Buchgesellschaft, Darmstadt 2011, ISBN 978-3-534-24652-6.
- Worms vor 100 Jahren. Sutton-Verlag, Erfurt 2012, ISBN 978-3-95400-020-3.
- Von Helden und Opfern: Kulturgeschichte des deutschen Kriegsgedenkens. Wissenschaftliche Buchgesellschaft, Darmstadt 2013, ISBN 978-3-534-26281-6.
- Bielefeld vor 100 Jahren. Sutton Verlag, Erfurt 2013, ISBN 978-3-95400-287-0.
- „Glück ab!“ – der Zeppelin über Worms und Rheinhessen. Begleitbuch zur Ausstellung der Stadtbibliothek und des Stadtarchivs Worms, 20. September – 16. November 2013. Wellhöfer, Mannheim 2013, ISBN 978-3-95428-141-1.
- Wormser Nibelungen-Lexikon. Worms-Verlag, Worms 2014, ISBN 978-3-944380-13-1.
- Mit Rudolf Uhrig (Fotos): Worms. Sutton-Verlag, Erfurt 2014, ISBN 978-3-95400-338-9.
- Bismarckdenkmäler und Bismarckgedenken am Oberrhein: Marmor, Stein und Bronze spricht. Verlag Regionalkultur, Ubstadt-Weiher / Heidelberg / Neustadt a. d. W. / Basel 2015, ISBN 978-3-89735-877-5.
- Als Herausgeber: Rheinhessen – Immerwährender Kalender. Wellhöfer, Mannheim 2015, ISBN 978-3-95428-179-4.
- Ferdinand von Zeppelin und seine Luftschiffe. Ares-Verlag, Graz 2016, ISBN 978-3-902732-68-2.
- Die Pfalz in alten Ansichten. Sutton-Verlag, Erfurt 2016, ISBN 978-3-95400-750-9.
- Marie-Elisabeth Klee : Lebensbilder einer Europäerin aus Worms. Worms-Verlag, Worms 2017, ISBN 978-3-944380-57-5.
- 100 Dinge über Worms die man wissen sollte. Wartberg Verlag, Gudensberg-Gleichen 2017, ISBN 978-3-8313-2924-3.
- Als Herausgeber: Immerwährender Luther-Kalender. Lutherische Verlagsgesellschaft, Kiel 2017, ISBN 978-3-87503-197-3.
- Worms früher und heute. Sutton-Verlag, Erfurt 2018, ISBN 978-3-95400-905-3.
- Der Wormser Lutherbaum. Herausgegeben vom Heimatverein Worms-Pfiffligheim e. V. Worms-Verlag, Worms 2018, ISBN 978-3-944380-86-5.
- Entlang des Rheins – Eine Reise in historischen Bildern. Wartberg Verlag, Gudensberg-Gleichen 2018, ISBN 978-3-8313-3220-5.
- Mit Rudolf Uhrig (Fotos): Worms. Wartberg Verlag, Gudensberg-Gleichen 2018, ISBN 978-3-8313-3130-7.
- Worms im Umbruch. Sutton-Verlag, Erfurt 2019, ISBN 978-3-96303-054-3.
- Worms – das verschwundene Stadtbild. Sutton-Verlag, Erfurt 2019, ISBN 978-3-96303-147-2.
- Dass Du nicht vergessest der Geschichte: Staatliche Gedenk- und Feiertage in Deutschland von 1871 bis heute. Wissenschaftliche Buchgesellschaft, Darmstadt 2019, ISBN 978-3-534-40186-4.
- Die Pfalz. 55 Highlights aus der Geschichte: Menschen, Orte und Ereignisse, die unsere Region bis heute prägen. Sutton-Verlag, Erfurt 2020, ISBN 978-3-96303-159-5.
- Alt-Mainz. Bilder, die Geschichte erzählen. Wartberg Verlag, Gudensberg-Gleichen 2020, ISBN 978-3-8313-3291-5.
- 111 Wormser Straßen von A bis Z. Worms Verlag, Worms 2020, ISBN 978-3-947884-24-7.
- Einigkeit und Recht und Freiheit – Die Geschichte der deutschen Nationalhymne. Kohlhammer Verlag, Stuttgart 2021, ISBN 978-3-17-040184-6.
- Rheinhessen. 55 Highlights aus der Geschichte: Menschen, Orte und Ereignisse, die unsere Region bis heute prägen. Sutton-Verlag, Erfurt 2021, ISBN 978-3-96303-270-7.
- SCHÖN & SCHAURIG – Dunkle Geschichten aus Worms. Wartberg Verlag, Gudensberg-Gleichen 2021, ISBN 978-3-8313-3362-2.
- Deutsche Bahnhöfe in historischen Ansichten. transpress Verlag, Stuttgart 2021, ISBN 978-3-613-71623-0.
- Das Saarland. 55 Highlights aus der Geschichte: Menschen, Orte und Ereignisse, die unsere Region bis heute prägen. Sutton-Verlag, Erfurt 2021, ISBN 978-3-96303-349-0.
- Mainz. 55 Meilensteine der Geschichte: Menschen, Orte und Ereignisse, die unsere Stadt bis heute prägen. Sutton-Verlag, Erfurt 2022, ISBN 978-3-96303-373-5.
- Zeitreise Mannheim. Menschen, Orte und Ereignisse, die Geschichte schrieben. Tübingen 2022, ISBN 978-3-8425-2388-3.
- Kino für das Ohr. 100 Jahre Rundfunkgeschichte(n). Stuttgart 2023, ISBN 978-3-17-043171-3.
- Wiesbaden. 55 Meilensteine der Geschichte. Menschen, Orte und Ereignisse, die unsere Stadt bis heute prägen. Sutton-Verlag, Tübingen 2023, ISBN 978-3-96303-485-5.
- Zeitreise Kurpfalz. Menschen, Orte und Ereignisse, die Geschichte schrieben. Tübingen 2024, ISBN 978-3-8425-2402-6.
- Frankfurt am Main. 55 Meilensteine der Geschichte. Menschen, Orte und Ereignisse, die unsere Stadt bis heute prägen. Sutton Verlag, Tübingen 2024, ISBN 978-3-96303-520-3.
- Die Gedanken sind frei. August Heinrich Hoffmann von Fallersleben. Ein Dichterleben. Lau Verlag, Reinbek 2024, ISBN 978-3-95768-256-7.
- Darmstadt. 55 Meilensteine der Geschichte. Menschen, Ort und Ereignisse, die unsere Stadt bis heute prägen, Sutton Verlag, Tübingen 2025, ISBN 978-3-96303-557-9.
- Zug fällt aus. Dramatische Ereignisse der Eisenbahngeschichte, transpress Verlag Stuttgart 2025, ISBN 978-3-613-71740-4.